# Sandseredsgölen
Sandseredsgölen är en sjö i Hylte kommun i Halland och ingår i Nissans huvudavrinningsområde.